# بلانكنهاين
بلنكن هاين (بالألمانية: Blankenhain) هي بلدة ألمانية تقع في ألمانيا في تورينغن. يقدر عدد سكانها بـ 6,820 نسمة .

## المدن التوأمة
مدينة Waldeck هي مدينة توأمة لـبلنكن هاين.

## أعلام
- كريستينا غروس